# 哀鸽
哀鸽（学名：Zenaida macroura）是鸠鸽科动物，又名泣鸽、哀鸠，分布於中美洲和北美洲及其近海岛屿。每年，大量的哀鸽从分布区北部地区迁徙至1月温度高於−12 °C的南部地区越冬。
哀鸽的栖息地有开放式和半开放式环境，包括农业区和城市区，对人类改变的环境有良好的适应性。这种鸟数量很多，据估计全球共有1.3亿只。在很多地区，哀鸽是狩猎运动的目标猎物之一，它的肉也被人们食用。在哀鸽的分布区内，经常可以听到它发出“呜－呜－”的哀鸣，也经常会听到其飞过时翅膀发出的尖啸声。哀鸽是飞行健将，时速最快能达到88千米/小时（24.5米/秒）。
哀鸽通常全身为暗哑的浅灰褐色，雌鸟和雄鸟外形相似。哀鸽一般是一夫一妻制，一窝产2枚蛋。雏鸟的双亲都会孵蛋并照顾雏鸟一段时间。在美国，雖然每年有达到7000万只哀鸽被猎捕，但哀鸽有着极旺盛的繁殖力，因此维持了种群的稳定。一对哀鸽每年常会产2－3窝蛋，是北美洲繁殖期最长的鸟类。在温暖地区的繁殖季节裡，一对哀鸽一季产卵最多能达到6窝。哀鸽主要吃植物种子，本土植物和外来植物的种子都会取食，而雏鸽的食物是父母喂食的鸽乳。

## 化石记录
哀鸽最早的可靠化石记录可追溯至早更新世，约在180万年前。1931年，亚历山大·韦特莫尔（Alexander Wetmore）在佛羅里達州聖彼德斯堡附近的塞米諾爾人居住区首次发掘出哀鸽化石。在人类出现之前的自然遗址、贝丘和其他一些史前人类的遗址中，都能找到哀鸽存在的证据。分布在美国的6个州的至少11个遗址，以及墨西哥和加勒比地区的部分遗址都存在哀鸽的化石。位于洛杉矶的拉布雷亞瀝青坑中，也有属于17只哀鸽的29个化石标本。
不过，由于存在的化石都是一些零散的碎片，关于哀鸽的化石资料，尤其是更新世时期的化石资料仍十分缺乏，这就使考古学家们感到很困惑，不能对哀鸽的演化作进一步研究。而且，由于化石的形成是一个很复杂的过程，单纯的化石并不能反映哀鸽的生活习性和生活范围，而知道了不同化石标本的分布距离，才能获得这些资料，这正是目前紧缺的。

## 分布
哀鸽的分布区非常广泛，区域面积接近1100万平方公里，绝大部分属于新北界，小部分属于新热带界。哀鸽在大安的列斯群岛、墨西哥大部分地区、美國本土、加拿大最南端和最北端是一种留鸟。夏季，在加拿大南部的大部分地区和美国中部的最北端都能看到这种鸟，而到了冬季，则会在中美洲南部看到它们。哀鸽在加拿大北部、阿拉斯加、和南美洲是一种迷鸟。哀鸽在古北界西部至少出现过7次，5次在不列颠群岛，1次在亚速尔群岛，1次在冰岛。在1963年，哀鸽被引入夏威夷。截至1998年，哀鸽的数量在夏威夷北科纳区仍然很少。自从索哥羅鳩在索哥羅島上灭绝16年后，即1988年，人们第一次发现哀鸽生活在索哥羅島上。

### 栖息地
哀鸽占据了大多数环境适宜的地方，包括城市区、农田、牧场、草地和疏林地区，不过它们不喜欢沼泽和密林。广为人知的是，哀鸽常在城市中或农场附近的树上筑巢，如纽约市、芝加哥和亚特兰大，以及阿巴拉契亚山脉和洛磯山脈的森林中。

## 分类
哀鸽共有5个亚种：

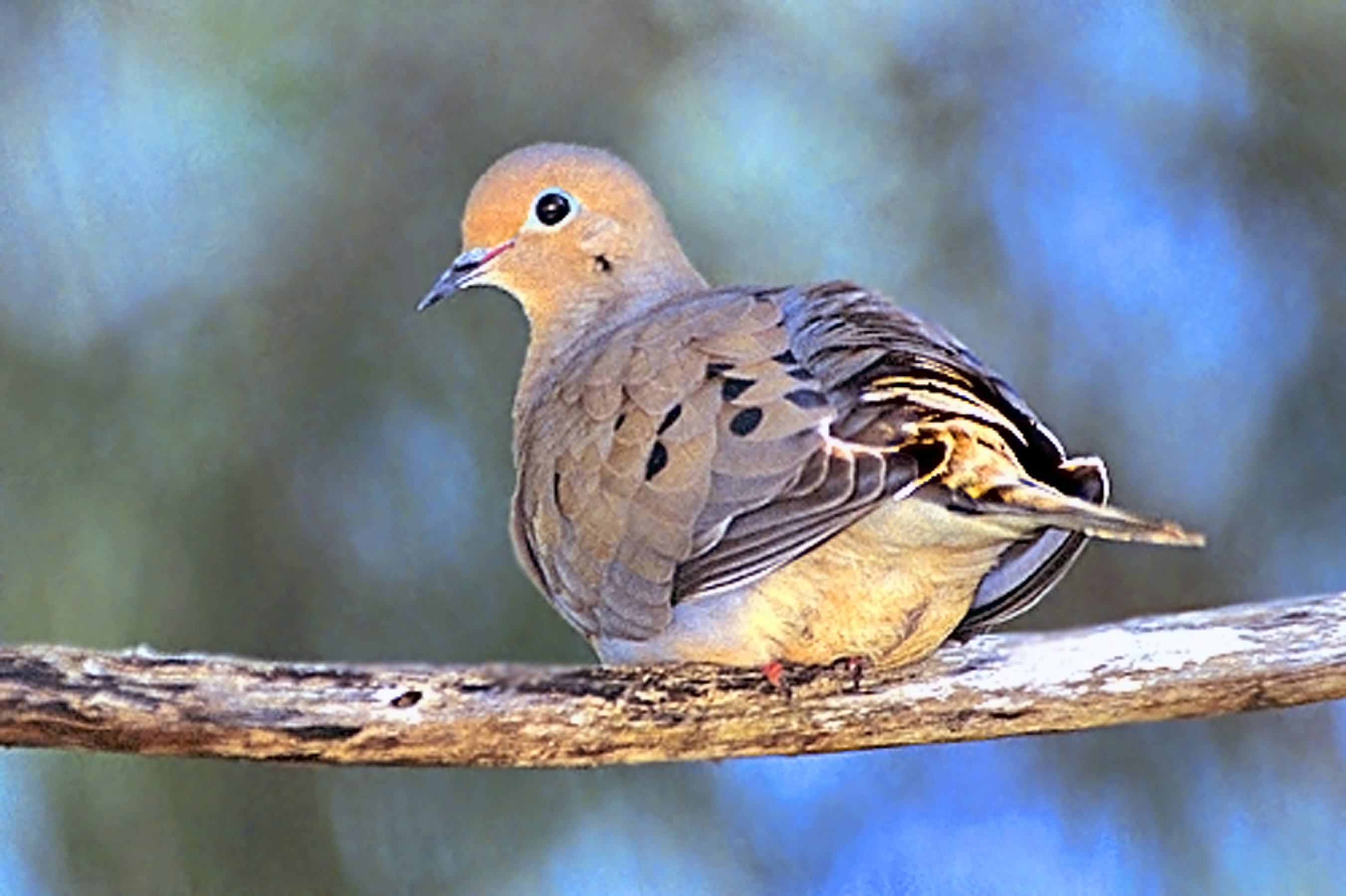
在树枝上休息的哀鸽

- 东部哀鸽，Z. m. carolinensis (Linnaeus, 1766)，分布区东部，异名Z. m. tresmariae[12]
- 克岛哀鸽，Z. m. clarionensis (C.H.Townsend, 1890)，克拉里昂岛
- 加勒比哀鸽，Z. m. macroura (Linnaeus, 1758)，加勒比地区，指名亚种
- 西部哀鸽，Z. m. marginella (Woodhouse, 1852)，分布区西部
- 巴拿马哀鸽，Z. m. turturilla (Wetmore, 1956)，巴拿马

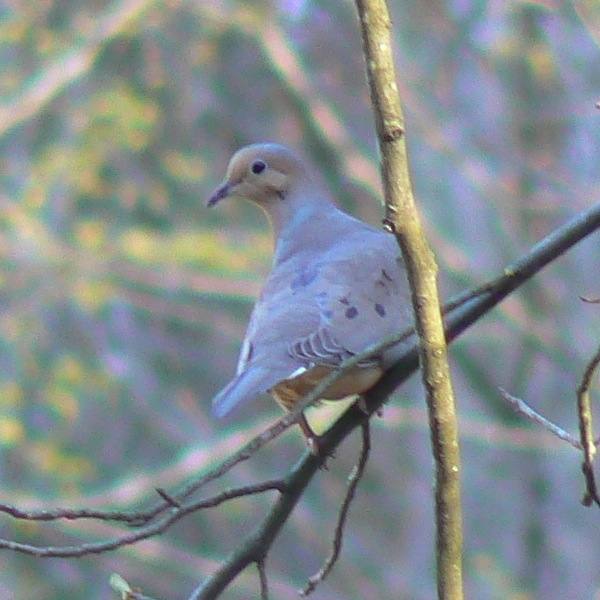
栖息在树枝上的哀鸽

5个亚种中大部分哀鸽的分布区很少有重叠，其中有3种是在美国或加拿大。指名亚种加勒比哀鸽分布在大安的列斯群岛全境，而近期此亚种又入侵佛羅里達礁島群；东部哀鸽主要分布在北美洲东部，以及百慕大和巴哈马；西部哀鸽主要分布於北美洲西部和墨西哥部分地区；巴拿马哀鸽地处中美洲；克岛哀鸽只分布於墨西哥太平洋沿海的克拉里昂岛（Clarion Island）。
哀鸽的学名Zenaida macroura是1838年由法国动物学家夏尔·吕西安·波拿巴为纪念他的妻子塞奈达·莱提西娅·朱莉·波拿巴公主而命名的。“哀鸽”就是因其哀伤的鸣叫而得名。

### 近缘物种
哀鸽与斑颊哀鸽（Zenaida auriculata）和索哥羅鳩（Zenaida graysoni）有近缘关系。部分专家将它们归类为一个超种，而这三种鸟有时被分在独立的Zenaidura属内，但目前的分类法是将它们与其他物种分在哀鸽属（Zenaida）内。而在鳥類DNA分類系統中，哀鸽被归入雀总目，科属名同科學分類法。另外，索哥羅鳩有时被认为与哀鸽属同一物种，不过，它们无论是生活习性、鸣叫声还是体态都有所不同，由此可以断定它们是两个不同的物种。而如果将这3个物种作为哀鸽属的一个独立的亚属，会导致並系群的产生，从而扰乱哀鸽属的演化支。
而哀鸽也被认为是与20世纪初灭绝的旅鸽（Ectopistes migratorius）亲缘关系最近的物种，因此目前有很多讨论认为，哀鸽很可能是将来用于克隆旅鸽的好选择。

## 体态

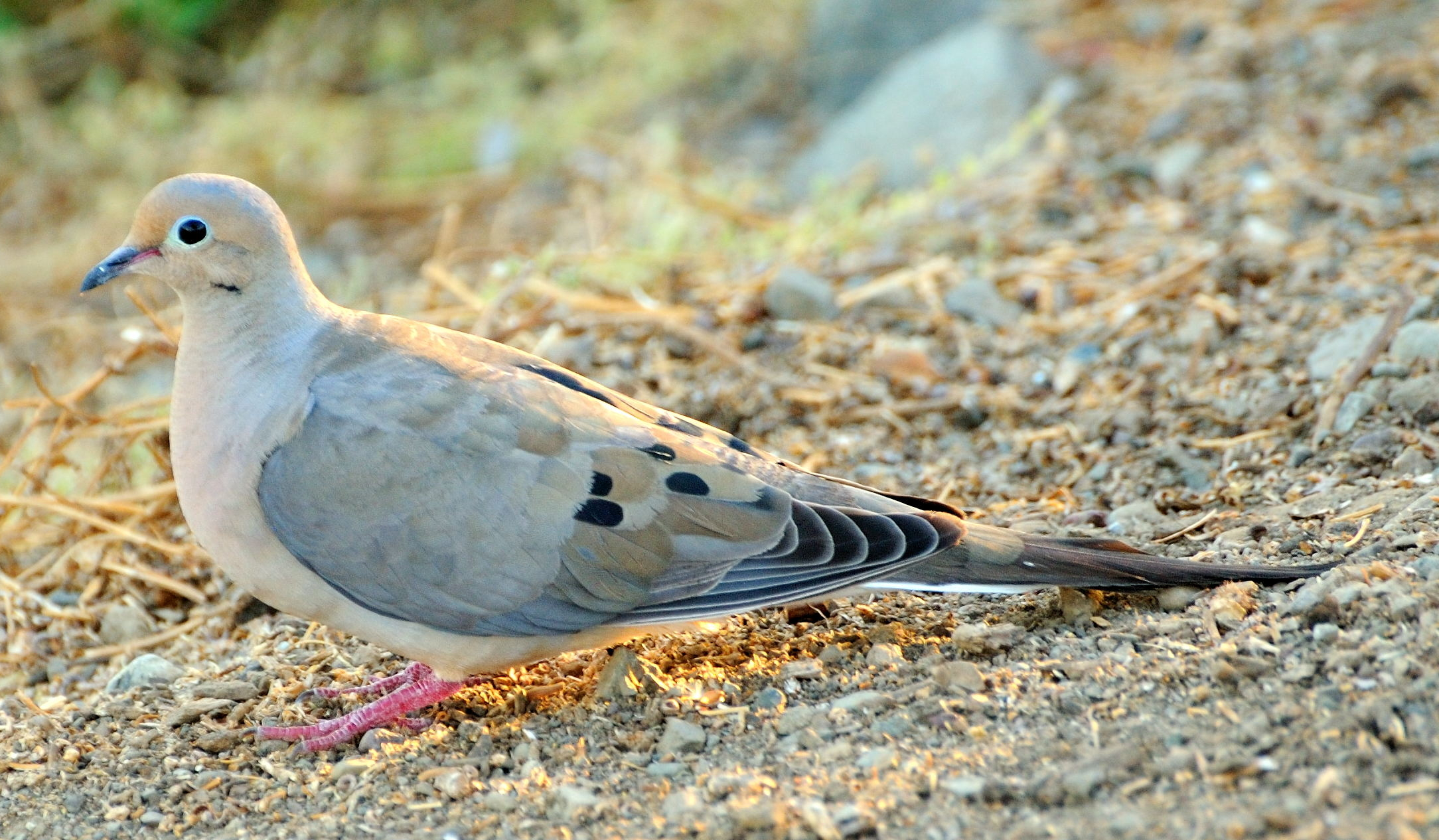
哀鸽在加利福尼亚州

哀鸽体型中等，较小的个体身长31 cm，平均重量为110－170 g。翅膀为宽阔的椭圆形，头部较圆，长尾巴尖端为锥形。（种加词“macroura”是希腊语单词，意思是“大尾巴”。）哀鸽每只脚有4根脚趾，3根向前，1根向后，腿较短，为淡红色。喙为暗色，通常为黑褐色，较短。

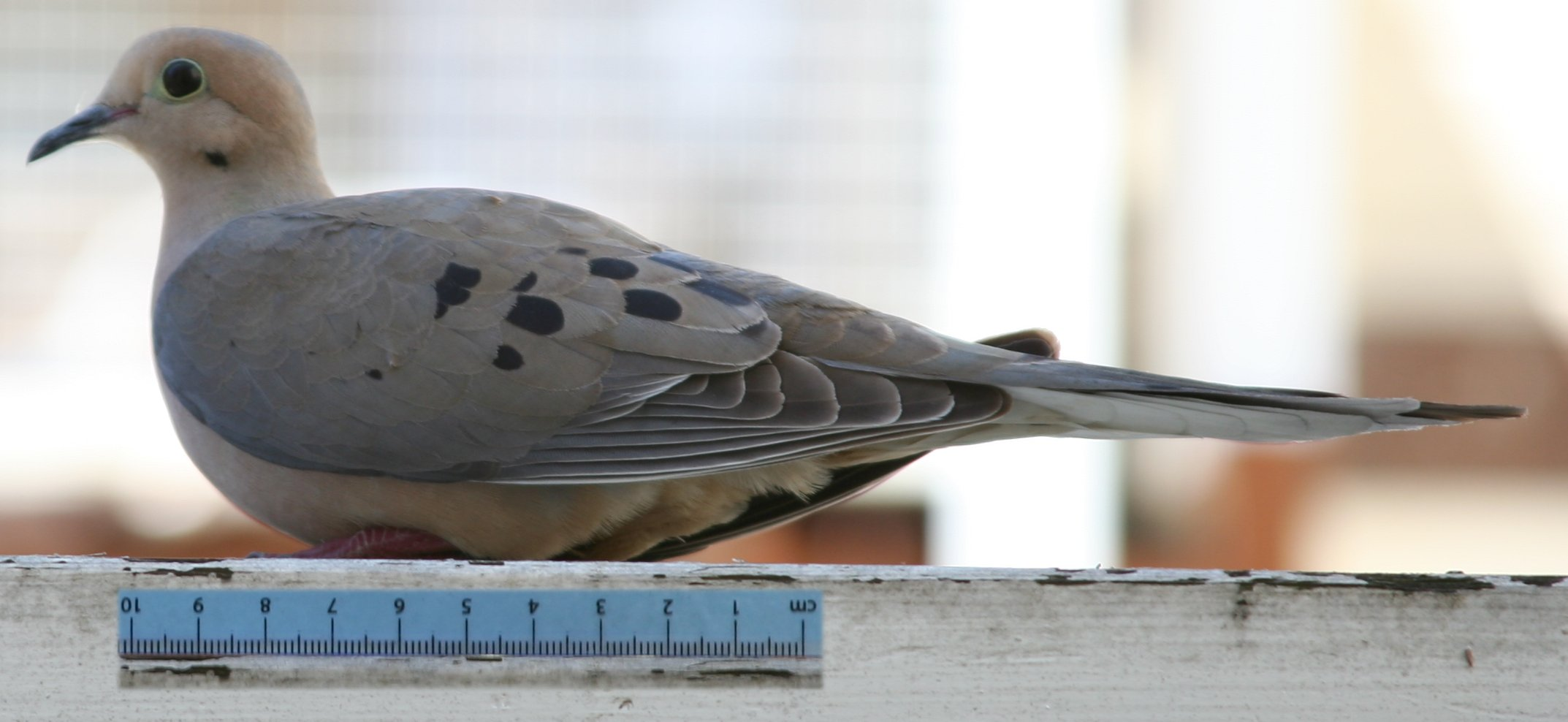
厘米尺测量哀鸽（Z. macroura）

哀鸽的全身羽毛一般是浅灰褐色，翅膀下部颜色较浅，头和胸腹部为粉红色。翅膀上有黑色斑点，外层尾羽为白色，与内层的黑色羽毛对比强烈。眼部下方有一个明显的新月形黑色羽毛区域。眼睛为黑色，周围皮肤较薄。成年雄鸟颈部两侧有亮葡萄紫色斑块，胸部及胸部以上为亮粉色。成年雄鸟的顶冠是很明显的蓝灰色。成年雌鸟在体态上与雄鸟差别不大，但总体上棕色羽毛要多於雄鸟。极少数雄鸟的肩部以上和颈部存在彩色羽毛斑块，但如果存在将会使雄鸟显得非常有神采。但是幼雏的样子就不怎么好看了，而且它们的羽色暗哑。
哀鸽的外观与已经灭绝的旅鸽（Ectopistes migratorius）很相似，不过体型比旅鸽小；其与同属的鸣哀鸽（Zenaida aurita）外观基本一致，但是哀鸽的体型比鸣哀鸽要大些。

### 亚种区分
哀鸽的所有亚种看起来都差不多，不易区分。相比普通哀鸽，加勒比哀鸽的翅膀更短，羽色更深且偏黄；东部哀鸽的翅膀和脚趾更长，喙更短，羽色更深；西部哀鸽的翅膀更长，喙更长，脚趾更短，羽色更为暗淡；巴拿马哀鸽的翅膀和腿更短，喙更长，羽色偏灰；克岛哀鸽的脚掌和喙更大，羽色为更暗哑的棕褐色。

## 习性

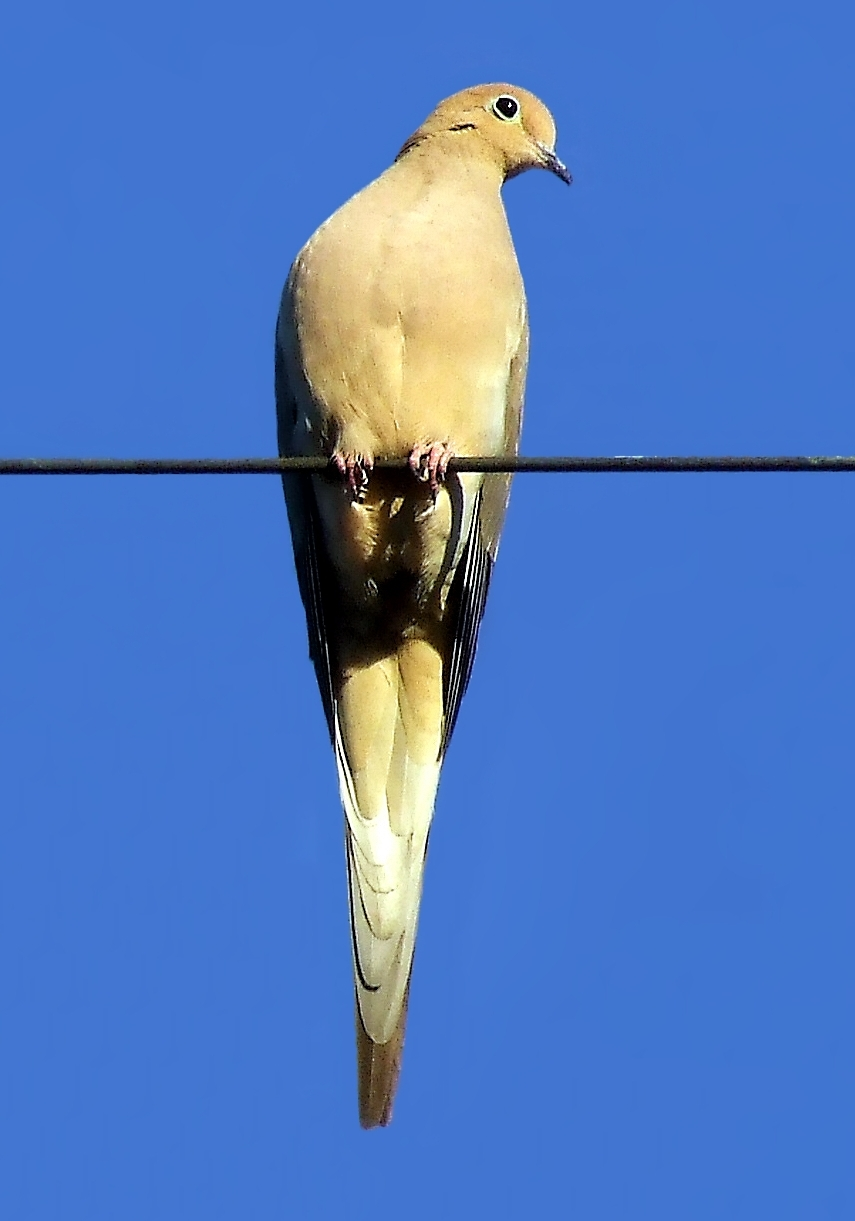
落在电线上的哀鸽

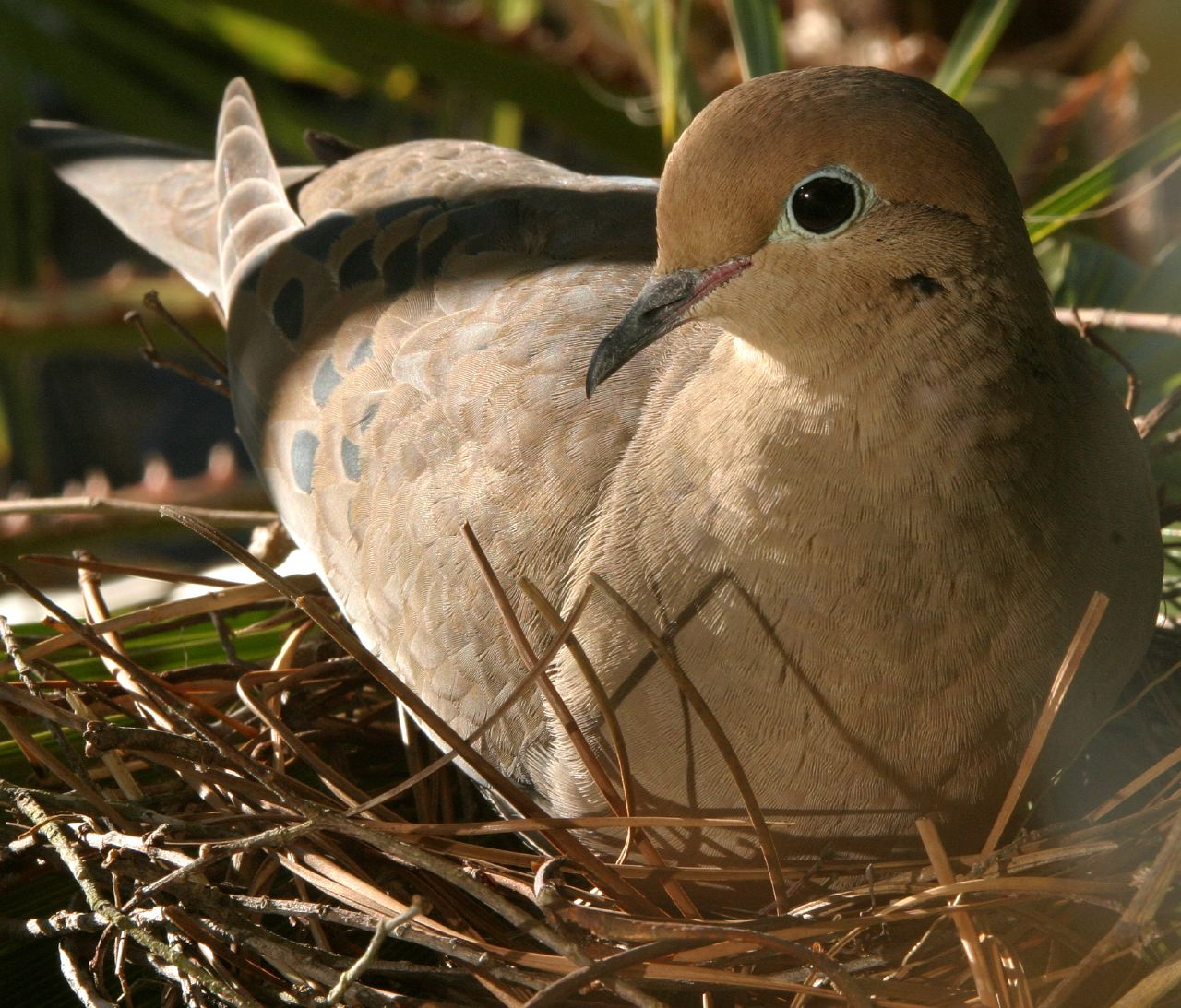
正在孵蛋的雌鸽

### 食物
哀鸽的食物绝大部分是种子等素食，占其膳食总量的95%。它们很少吃蜗牛或昆虫。哀鸽会吃足够的食物来填满嗉囊，然后在飞行间隙休息时消化食物。它们每天要摄入相当於它们体重12－20%的食物，相当於平均71卡路里的热量。它们的嗉囊能容纳非常多的种子，最高记录竟达到17200个早熟禾种子。它们常会吞下粗砂，如小砂砾和沙子以帮助消化。它们经常也会在地上和鸟类喂食器中寻找食物，这时它们是行走而不是跳跃。在喂食器附近有很多种鸟，而哀鸽也会被吸引，因此在北美洲任何鸟类都会食用的几类种子的最大生产地聚集了更多的哀鸽。它们最喜欢以玉米、小米、红花和向日葵种子为食。哀鸽并不刨挖种子，而是吃一眼就能看到的种子。它们有时也会落在植物上啄食其中的种子。哀鸽会把它们所食用的特定植物的种子分散开，这对植物群落有重大的积极意义。不过，由于哀鸽嗜食谷物，有时它们会被当作害鸟。
哀鸽对几种植物特别偏爱。相比其他鸟类，哀鸽对松果、枫香树种子、美洲商陆种子、莧菜种子、金絲雀虉草种子、玉米、芝麻和小麦特别喜爱。当哀鸽喜爱的食物短缺时，它们会以其他植物的种子为食，包括蕎麥、黑麦、八仙草和蓼。
它们能生存在沙漠中，因为它们能饮用沙漠中盐度相当於海水一半的苦泉水，不会像人类一样出现脱水的情况。

### 行为

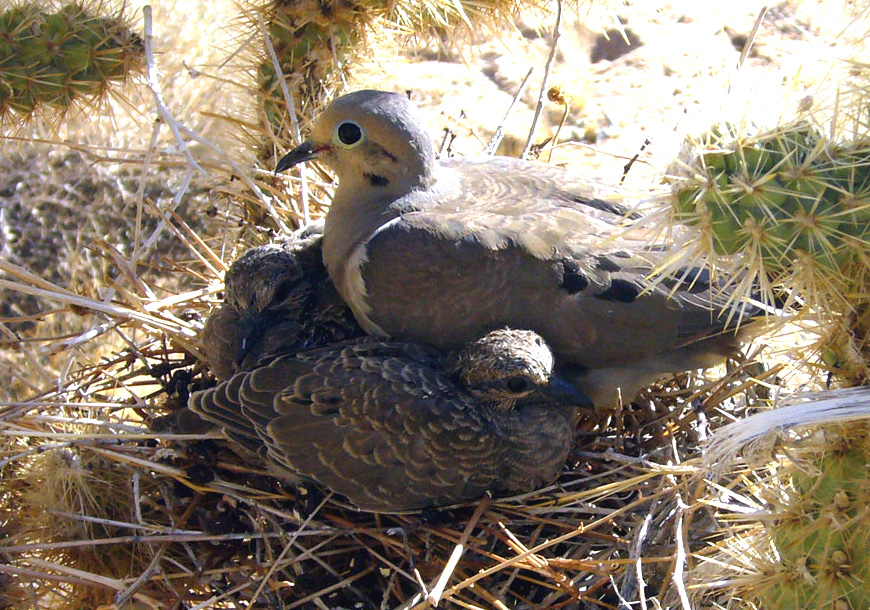
仙人掌灌丛庇护中的哀鸽鸟巢，摄於美国加利福尼亚州High Desert

像其他鸠鸽科动物一样，哀鸽可以一直俯身吸水，而其他鸟类在喝水过程中需要不时抬头。在黎明和黄昏时分，哀鸽聚集在饮水地点喝水。普埃布罗族人称哀鸽为“赐雨者”或“示水者”，因为哀鸽每天都会去有水的地方饮水，这样人们就可以跟踪它们找到水源。
哀鸽可以在地上或平坦的树枝上晒日光浴或在雨中淋浴，倾斜身体，张开一只翅膀，保持这一姿势20分钟。它们可以在浅池或水盆中洗澡，也常用沙土洗澡。

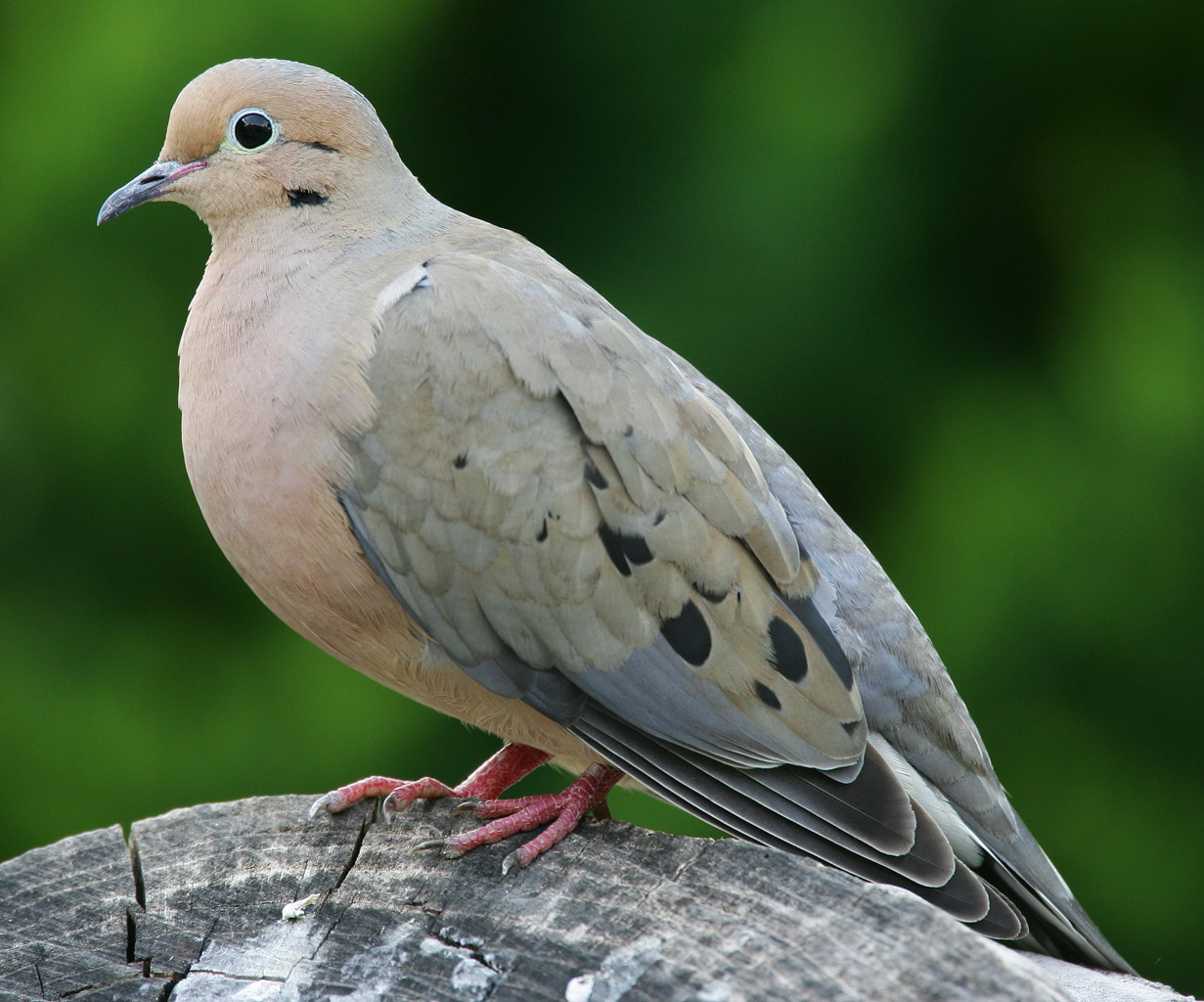
树桩上的哀鸽

在繁殖期外，哀鸽们一起栖息在茂密的落叶林或针叶林中。睡觉时，哀鸽把头放在两肩，贴近身体，但它们并不像很多鸟一样把头藏在肩部的羽毛中。在加拿大的冬天裡，天气越冷，哀鸽晚上回巢和早晨出巢的时间就越晚。
当掠食者接近巢穴时，成年哀鸽为了把掠食者引开，会落到地上假装受伤，这种行为被称为“拟伤”。它们在掠食者面前扇动翅膀，就好像一只翅膀折断了一样，一边远离自己的巢穴，一边把掠食者引开。一旦掠食者远离巢穴接近哀鸽，哀鸽就会迅速飞走以脱身。

### 鸣叫

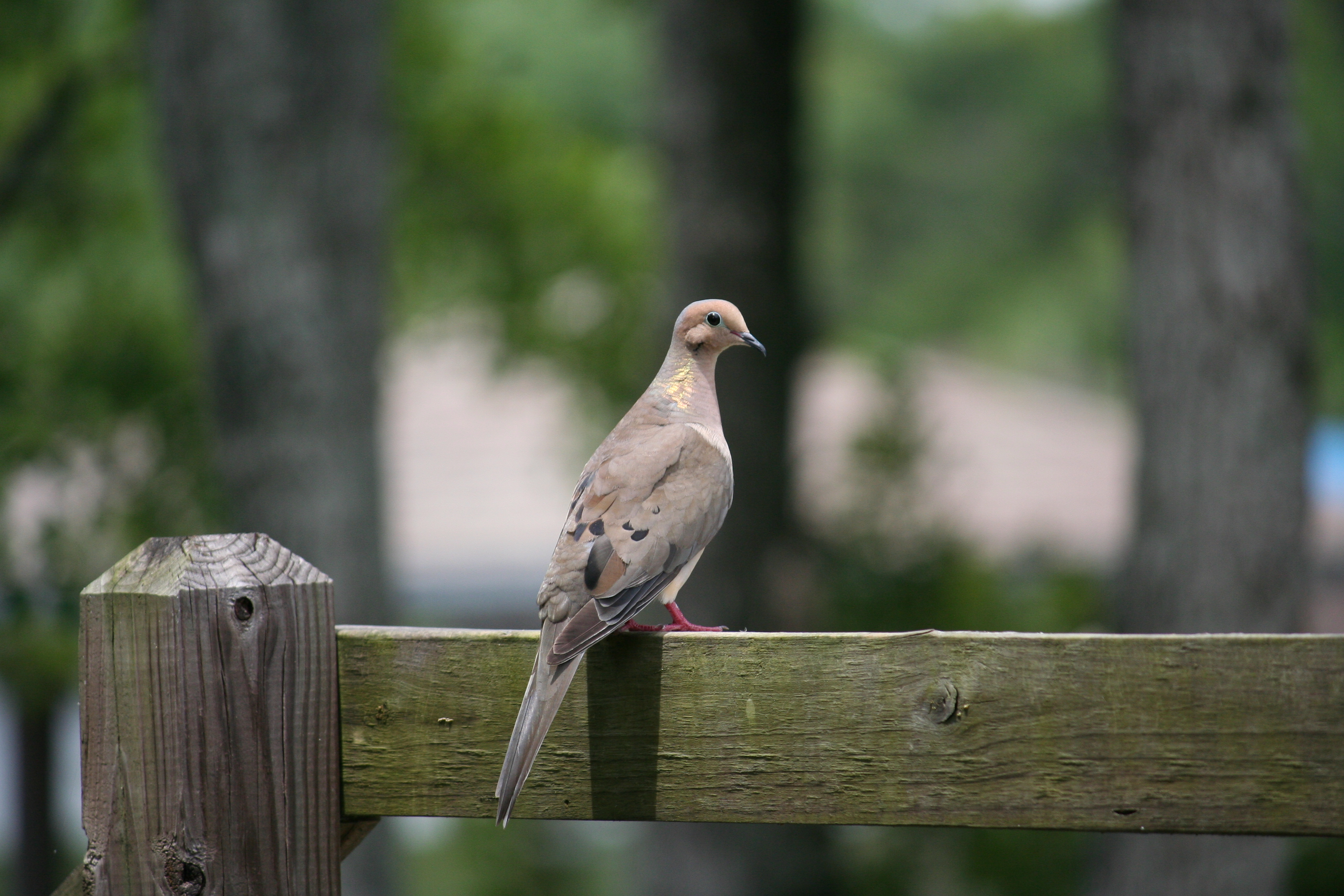
佛罗里达州奥兰多地区的哀鸽

哀鸽的鸣叫声很有特点，听起来像是“咕——呜－呜－呜——”（“咕——”为重音，之後渐弱。近些听，在第一声“咕”前可以听到喉咙中的摩擦声和咯咯声），这是雄鸟用来吸引配偶的叫声。哀鸽能使用一系列不同的鸣叫声与其他哀鸽沟通，如雄鸟能用“咕——”来呼唤配偶回巢；寻找新伴侣的雄鸟会用柔和的“哦”声对雌鸟打招呼；当受到威胁时，雄鸟和雌鸟都能用短促的“噜－噜”声作警报。在其飞行时，翅膀的拍打会发出难听的尖啸声。而哀鸽在起飞和着陆时，这种尖啸声更为洪亮。

### 迁徙
大部分哀鸽的迁徙路径主要是陆路，而且至少要飞行1600千米才能到达其目的地。不过在极少数情况下，哀鸽也会途经墨西哥湾。在春季，向北方的迁徙要从3月底持续到5月；而在秋季，向南方的迁徙要从8月底持续到11月，而且通常是在白天成群结队的进行。加拿大的哀鸽迁徙得最远，可能会在墨西哥或是更为偏南的地区越冬。在偏南地区度过夏季的哀鸽会停留更长时间，迁徙的次数也更少。在其分布区南部，哀鸽是一种留鸟，全年定居。不过并不是所有的哀鸽都会迁徙，即使是在冬天很寒冷的加拿大，也有个别哀鸽越冬，因为那裡有固定的鸟类喂食器为它们提供食物。

## 繁殖

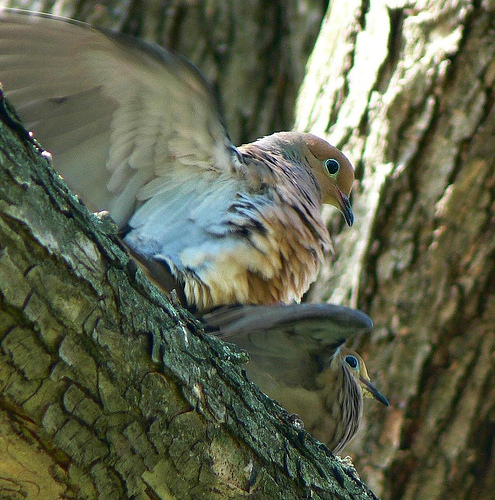
正在交配的哀鸽

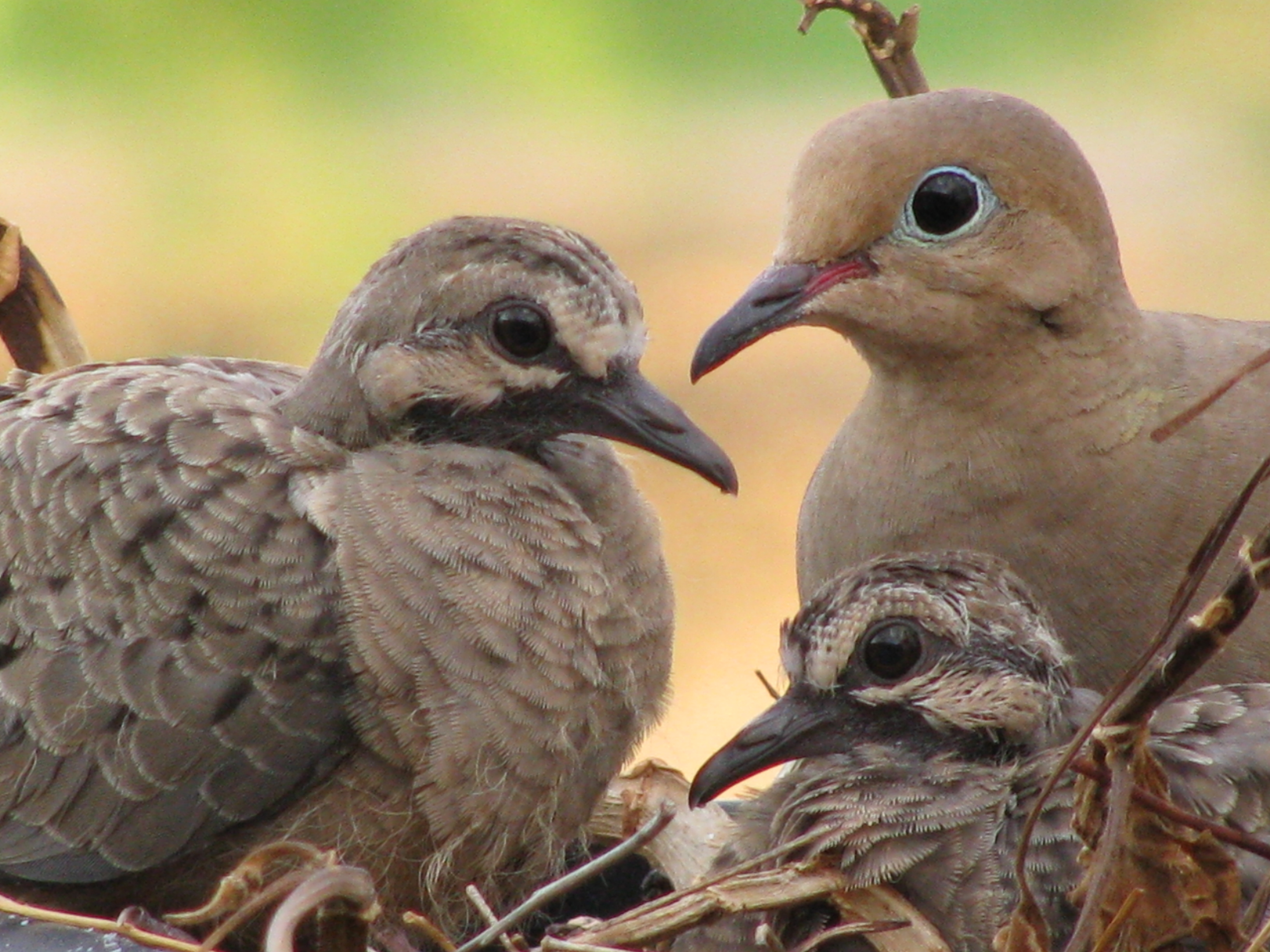
哀鸽一家，摄於美国亞利桑那州

### 求偶
求偶以雄鸟嘈杂的飞行开始，接着优雅的滑行，伸展开翅膀，低下头，划出一道优美的弧线。着陆后，雄鸟会高高挺起胸，点着头，大声鸣叫并接近雌鸟。每年，在温暖的月份裡都常能听到这种求偶的鸣叫声。如果雄鸟看到中意的雌鸟，它就会把同一枝条上的其他雄鸟赶走；直到求偶成功时，它才会把自己的领地范围确定。一对哀鸽伴侣经常会用喙互相梳理对方的羽毛。

### 筑巢
求偶成功后，雄鸟会带着雌鸟去看可以筑巢的地点，雌鸟就会选中其中一个地点安顿下来，接着雄鸟飞出去搜集巢材，带回来给雌鸟。雄鸟会站在雌鸟的背上把巢材给雌鸟，然后雌鸟就会用这些巢材筑巢。巢材包括小树枝、针叶或是草叶，因此是一种非常脆弱的建筑。每天筑巢所用的时间超过10小时，并且需要花费3－4天才能把巢编织好。这些哀鸽有时也会需要其他哀鸽、其他鸟类或者树栖哺乳动物，如松鼠废弃不用的巢。
大多数哀鸽都生活在落叶林和针叶林裡，有时在灌木丛、藤本植物或是人造结构，如建筑物和悬挂的花盆中也能发现它们。当的确没有适合筑巢的高处地点时，哀鸽就会在地面上筑巢。

### 养育
一般情况下，哀鸽每次总是产2枚蛋。不过，雌鸟偶尔会把蛋产在其他哀鸽的巢中，这造成巢中容纳了3或4枚蛋。哀鸽蛋又小又白，长度为2.6－3厘米，直径为2.1－2.3厘米。雄鸟和雌鸟都会孵蛋，雄鸟从早晨到下午孵蛋，雌鸟则在白天余下的时间裡和夜间孵蛋。哀鸽是深爱子女的父母，它们很少把雏鸟单独留在巢中，因此一般来说，至少有一只成鸟留守巢中照料雏鸟们。
| 孵化和成长   | 孵化和成长 | 孵化和成长 | 孵化和成长 |
| ------------ | ---------- | ---------- | ---------- |
|              |            |            |            |
| 哀鸽巢中的蛋 | 孵化中     | 雏鸽       | 幼鸽       |

孵化需要花费约2周时间。刚孵出的雏鸽很无助，浑身长满绒羽，而父母非常尽责地照料它们。在雏鸽生命最初的三四天裡，哀鸽会给雏鸽喂食鸽乳。当雏鸽饥饿时，就会用翅膀轻拍父母的喙，这能刺激成鸟反刍鸽乳。随着成鸟摄食更多种子和其他食物，鸽乳和种子会同时反刍以喂养雏鸽。雏鸽在出生11－15日後会长出羽毛，这发生於雏鸽成年之前，但羽毛长出不久後它们就有能力消化成鸟吃的食物，而且这时它们可以出巢了，因此成鸟只会给出巢后的雏鸽喂食种子。一般来说，雏鸽孵化后的前15天内是由雌哀鸽喂养，之后雄哀鸽就会负起喂养雏鸽的责任。它们在羽翼丰满后，仍会在父母身边停留数周，让父母喂养它们。不过如果身边有食物，21天大的雏鸽就能独立生存了。大概85天大的小哀鸽就能开始繁殖后代了。

### 繁殖力
哀鸽繁殖力很旺盛，一对哀鸽每年常会产2－3窝蛋，是北美洲繁殖期最长的鸟类。在温暖地区的繁殖季节裡，一对哀鸽一季产卵最多能达到6窝。这种快速繁殖对物种的生存很重要，因为哀鸽的死亡率很高。每年，成鸟的死亡率达到58%，幼雏的死亡率达到69%。
哀鸽是一夫一妻制，会结合成亲密的伴侣。在繁殖期内，同一地区的哀鸽伴侣有时会各自寻找新的配偶；而有时伴侣会保持固定，相伴越冬。另外，孤鸽在需要时也会寻找新的配偶。

## 生存

### 寿命

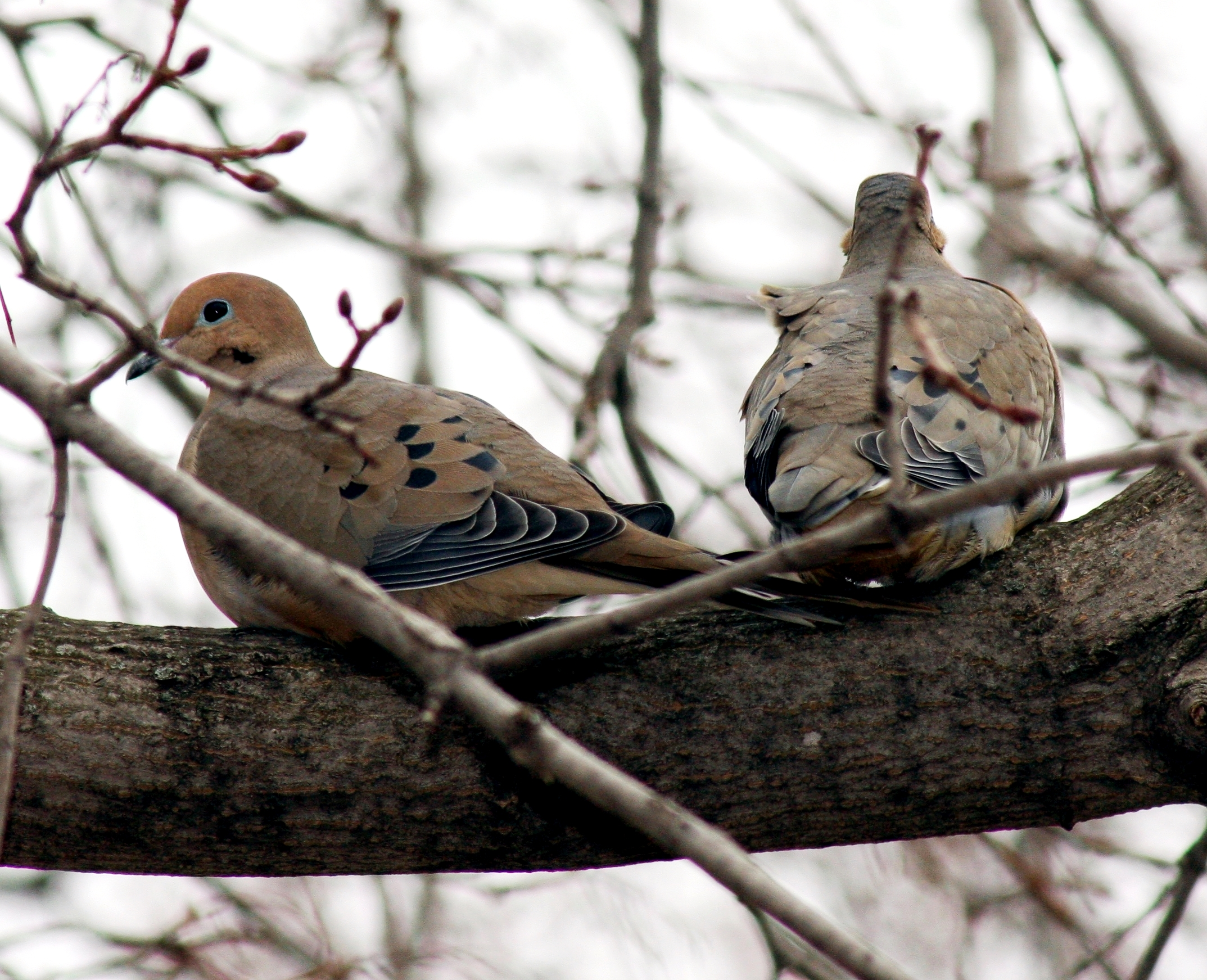
美国明尼苏达州冬末的一对哀鸽

野生幼年哀鸽的平均寿命约为1－1.5岁，如果幼鸽能够生存下来，那么平均寿命通常能达到4－5岁，而最长寿的野生哀鸽曾活到31.3岁，保持了北美最长寿的陆地鸟类纪录。在美国，允许猎捕哀鸽的区域内的哀鸽平均寿命，比不允许猎捕哀鸽的区域内的哀鸽平均寿命要短。

### 天敌
哀鸽会遭受多种寄生虫和动物疾病的侵害，包括绦虫、线虫、螨蟲和蝨子。寄生于哀鸽口部的禽毛滴虫（Trichomonas gallinae）会造成很严重的疾病。有时哀鸽毫无征兆的感染它，而这种寄生虫会使口部和食道等部位长出很多黄色块状物，最终会导致宿主因饥饿而死。鸟痘这种由昆虫传播的病毒性疾病也会危害哀鸽的健康。
哀鸽的主要天敌是昼行性猛禽，如隼和鹰。它们能够灵活敏捷的飞行，因此当它们意识到天敌在周围时，可以安全地躲避大部分天敌。不过，要是哀鸽碰上游隼（Falco peregrinus）和草原隼（Falco mexicanus），那么它们就只能使出特别的招数才有可能侥幸逃脱。
哀鸽在筑巢时，鸦、鹩哥、家猫或鼠蛇会掠食它们的蛋。牛鸝极少数情况下也会把自己的蛋产入哀鸽的巢裡。在这种情况下，略少於1/3的牛鸝蛋会被哀鸽拒绝孵化，不过哀鸽的素食习惯并不适合牛鸝的生长。

### 保护现状
据國際鳥盟估计，全球哀鸽的个体数量接近1.3亿，分布区面积达到1100万平方千米。由于数目巨大、分布区广泛，哀鸽被认定为无危物种，这意味着此物种并没有即刻风险。哀鸽作为一种狩猎运动的猎物被妥善管理，每年有4000万－7000万哀鸽被狩猎者猎捕。
哀鸽已对人类改变的环境非常适应。開拓者和移民砍伐掉曾覆盖北美洲大部分地区的森林，同时，也为哀鸽开辟了新的栖息地。但是，人类的一些活动非常不利于哀鸽生存，如清除灌木、扩建农场和化学污染都会减少哀鸽的数量。而且因为哀鸽常在地面上觅食，因此在打猎频繁的地区，它们会因误食铅弹而中毒死亡，记录表明，一些哀鸽误食的铅弹数量多达43个，而这种情况在哀鸽时常光顾的牧场更为严重，大约有1/20的哀鸽因误食铅弹而死亡。

## 文化象征

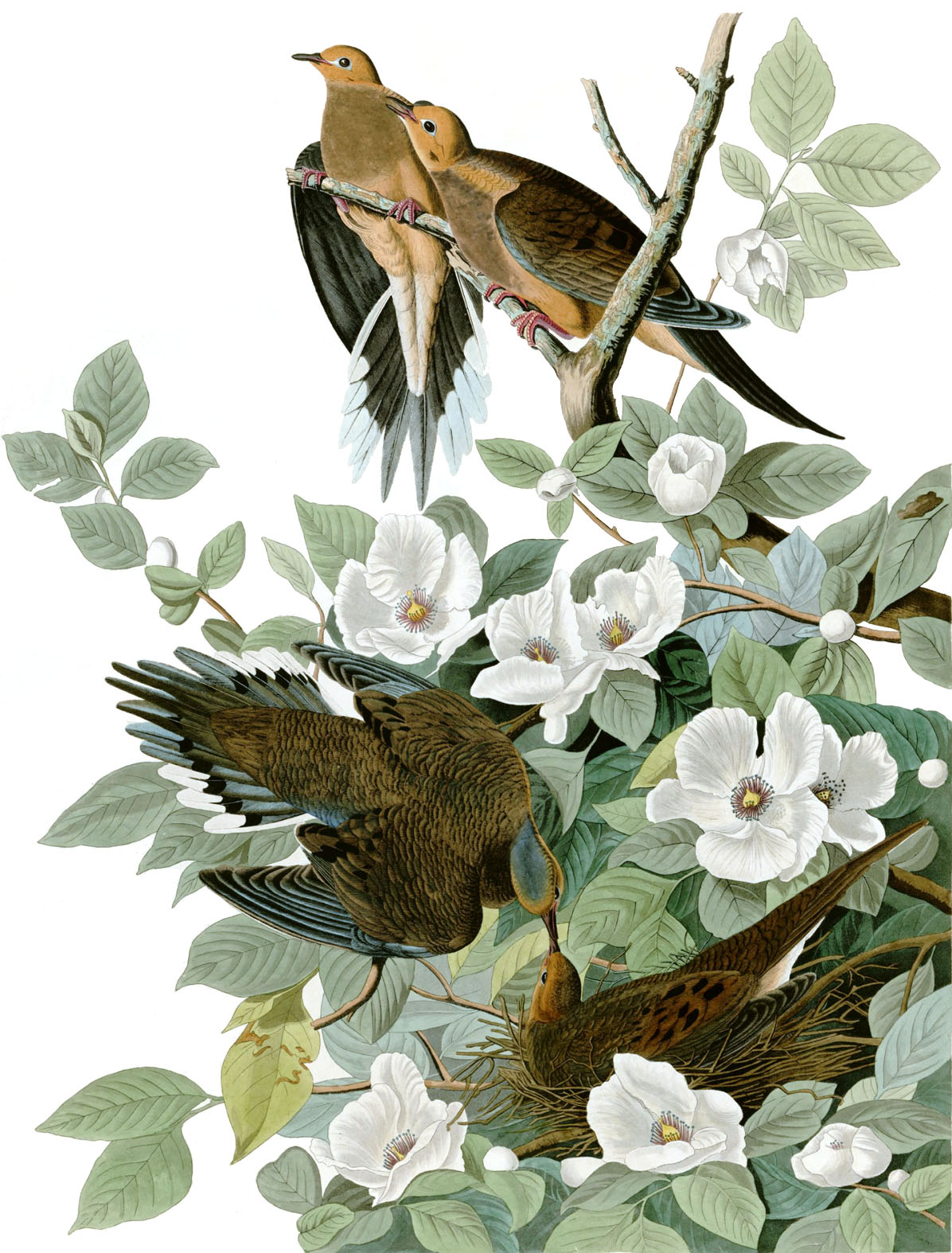
奥杜邦绘制的东部哀鸽：一对哀鸽伴侣在象征纯洁与忠贞、开满白花的紫茎（Stewartia）枝头栖息。

### 象征
大约在公元前4500年，鸽子就被视为和平、忠诚和爱的象征，哀鸽则继承了和平的思想。
东部哀鸽（Z. m. carolinensis）是威斯康辛州官方的象征和平的符号，不过在威斯康辛州猎捕哀鸽并不违法。哀鸽也是密西根州代表和平的州鸟，1905年起密西根州就开展了保护哀鸽的活动，而且後来还颁布法令禁止人们对哀鸽作出任何伤害。

### 文学
哀鸽以“Carolina Turtle-Dove”的名字在奥杜邦的《美洲鸟类图谱》（Birds of America）第286插页上出现过。
美国本土文学中常常出现哀鸽的形象，而哀鸽的意象越来越多地出现在当代美国和加拿大诗人，如罗伯特·勃莱（Robert Bly）、杰瑞德·卡特（Jared Carter）、洛琳·尼德克（Lorine Niedecker）以及查尔斯·赖特（Charles Wright）的诗歌作品中。
美国原住民女作家胡米苏玛（克莱斯德尔·昆塔斯科特，Chrystal Quintasket）的笔名也叫“Mourning Dove”（薩利希語：Hum-ishu-ma）。

### 神话
哀鸽在印第安文学中频繁出现，特别是与招魂术相关的文献。在普埃布罗族神话中，哀鸽可以使人们找到水源，同时也是赐雨者，但雨水并不总是来临，因此哀鸽就会感到悲伤。居住在奧克拉荷馬州的雷纳佩族（Lenape）人将哀鸽尊为“虔诚的祈祷者”（德拉瓦尔语：mamendhakema），而不像其他印第安人一样捕杀和食用哀鸽，因为这样做雷纳佩人会感到良心受谴责。
在五大湖地区，波多沃米人母亲常给她们的孩子讲述这样一个传说，解释了哀鸽的巢穴非常脆弱的原因：“当鸟儿们第一次来到世界上时，一位老师就把鸟儿们召集在一起，教授它们鸟儿应该知道的很多事情。老师教授它们如何飞翔、歌唱和觅食，最后教它们如何筑巢，告诉它们筑巢所需的材料、巢穴的构造和编织方法。大多数鸟儿都认真听讲，学会如何在不同地点用不同材料编织结实的鸟巢。然而，在课程刚开始时，小哀鸽就开始打瞌睡，然后她完全睡熟了，后面的课一点也没听到，结果只学会了如何收集树枝，如何将树作为基座并把树枝摆放在树上。她错过了课程的大部分内容，永远也不会知道如何编织一个结实的鸟巢。”